# ديف واتسون (لاعب دوري الرغبي)
ديف واتسون (بالإنجليزية: Dave Watson)‏ هو لاعب دوري الرغبي نيوزيلندي، ولد في 24 مايو 1966.